# Cubaris murina
Cubaris murina är en kräftdjursart som beskrevs av Brandt 1833. Cubaris murina ingår i släktet Cubaris och familjen Armadillidae. Inga underarter finns listade i Catalogue of Life.